# دونكان وايلد
دونكان وايلد (1962 - )  (بالإنجليزية: Duncan Wild)‏ هو لاعب كريكت بريطاني.